# Gabriella Pallotta
Gabriella Pallotta (* 6. Oktober 1938 in Rom) ist eine italienische Schauspielerin, die von 1956 bis 1977 in über zwanzig italienischen und US-amerikanischen Filmproduktionen zu sehen war.

## Leben
Gabriella Pallotta wurde am 6. Oktober 1938 in Rom geboren. Nach ihrem Schulabschluss bewarb sie sich 1956 für die Rolle der Luisa in Das Dach und konnte sich von allen Bewerberinnen durchsetzen. Durch diese Hauptrolle wurde Pallotta eine in Italien populäre Schauspielerin, die in den folgenden 21 Jahren in insgesamt 22 Filmen mitwirkte, darunter auch in mehreren US-amerikanischen Produktionen. In ihrem Heimatland war Pallotta unter anderem 1957 als Edera in Der Schrei zu sehen.
Für ihre schauspielerischen Leistungen als Rosalba Massimo in Es begann in Rom von 1962 wurde Pallotta für einen Golden Globe Award nominiert. Es folgten Nebenrollen in Filmen wie Die Bibel und Nur eine Frau an Bord. Nachdem sie zuletzt vorwiegend in Fernsehfilmen und Serien mitspielte beendete Pallotta 1977 ihre Schauspielkarriere.

## Filmografie (Auswahl)
- 1956: Das Dach (Il tetto)
- 1957: Der Schrei (Il grido)
- 1957: Der Arzt und der Hexenmeister (Il medico e lo stregone)
- 1958: Heimweh, Stacheldraht und gute Kameraden (Gli Italiani sono matti)
- 1958: Anna von Brooklyn (Anna di Brooklyn)
- 1958: Nachtwächter, Dieb und Dienstmädchen (Guardia, ladro e cameriera)
- 1959: Die Musketiere des Teufels (I cavalieri del diavolo)
- 1960: Das Haus in der Via Roma (La viaccia)
- 1961: Raubzüge der Mongolen (I mongoli)
- 1961: Ungezähmte Catherine (Madame Sans-Gêne)
- 1962: Es begann in Rom (The Pigeon That Took Rome)
- 1964: Der Titan mit der eisernen Faust (Il colosso di Roma)
- 1966: Die Bibel (The Bible: In the Beginning…)
- 1967: Nur eine Frau an Bord (The Sailor from Gibraltar)
- 1968: Die sieben Brüder Cervi (I sette fratelli Cervi)
- 1974: L'arbitro
- 1977: Ride bene… che ride ultimo